# Paul Praxl
Paul Praxl (* 17. Mai 1935 in Volary) ist ein bayrischer Historiker, Archivar und Heimatforscher.
Praxl musste seine Heimat Wallern noch als Kind verlassen und siedelte sich in Waldkirchen auf der bayerischen Seite des Böhmerwaldes an. Er entwickelte sich zum Experten des länderübergreifenden Säumerwegs, der als Goldener Steig bekannt ist. Neben seiner beruflichen Tätigkeit als Archivar des Landkreises Freyung-Grafenau machte er sich bei der Neugestaltung des Böhmerwaldmuseums in Passau verdient.

## Werke
Ausgewählte Werke:
- Zur Geschichte des Goldenen Steiges. Ein Forschungsbericht. In: Verhandlungen des Historischen Vereins für Niederbayern. 97, Landshut 1971.
- Das Wyschehrader Landgut Prachatitz. In: Ostbairische Grenzmarken. Passauer Jahrbuch für Geschichte, Kunst und Volkskunde 15, Passau 1973.
- Salzhandel und Saumverkehr. 2. Auflage, Waldkirchen 1989.
- Der Goldene Steig. 3. Auflage, Morsak-Verlag, Grafenau 1993, ISBN 978-3-87553-420-7.
- Goldener Steig. Vom Saumweg zur Region. In: Kulturregion Goldener Steig. München 1995, ISBN 3-926303-45-X.
- Burgen und Schlösser im Landkreis Freyung-Grafenau. Freyung 1998.

## Auszeichnungen
Im Jahr 1977 wurde Paul Praxls Arbeit mit dem Kulturpreis der Stadt Passau für die Böhmerwäldler gewürdigt.
Am 1. März 2012 wurde ihm auf Antrag der Regierung von Niederbayern  der Verdienstorden der Bundesrepublik Deutschland am Bande verliehen.